# 塞瓦斯蒂安·科尔多瓦
塞瓦斯蒂安·科尔多瓦（西班牙語：Sebastián Córdova，1997年6月12日—），墨西哥男子足球运动员，司职中场。他曾代表墨西哥国奥队参加2020年夏季奥林匹克运动会足球比赛，获得一枚铜牌。